# 베스트 오브 더 베스트
《베스트 오브 더 베스트》(영어: Best of the Best)는 미국에서 제작된 로버트 래들러 감독의 1989년 무예 영화이다. 에릭 로버츠, 제임스 얼 존스, 샐리 커클런드, 크리스 펜 등이 출연하였고, 필립 리 등이 제작에 참여하였다. 공수도전에서 대한민국의 무술가팀과 마주치는 미국의 무술가팀에 대한 이야기를 다룬다.
캘리포니아주 로스앤젤레스, 대한민국 서울에서 1989년 2월 13일부터 4월 6일까지 촬영되었으며 1989년 11월 10일 개봉되었다.
이후 《베스트 오브 더 베스트 2》(1993), 《베스트 오브 더 베스트 3》(1995) 등의 속편이 제작되었다.

## 출연
- 에릭 로버츠
- 제임스 얼 존스
- 필립 리
- 크리스 펜
- 존 다이
- 톰 에버렛
- 샐리 커클런드
- 존 P. 라이언
- 루이즈 플레처
- 이단 그로스
- 조희일
- 제임스 루
- 케인 호더
- 에드워드 벙커

## 기타 제작진
- 라인 제작: 말런 스태그스
- 협력 제작: 데버라 스콧
- 미술: 킴 리스
- 의상: 신시아 버그스트럼